# Борисов, Николай Андреевич (писатель)
Николай Андреевич Борисов (11 октября 1889 — 3 сентября 1937) — советский украинский прозаик, поэт, драматург, сценарист, один из авторов сценария научно-фантастического приключенческого детектива «Укразия». Репрессирован и расстрелян по сфабрикованным обвинениям.

## Биография
Родился в семье штабс-капитана российской армии Андрея Кузьмича Борисова и его жены Валентины Ивановны, дочери чиновника. Вскоре семья переехала в Майкоп, Николай учился там в частной школе. Далее в течение семи лет он учился в кадетском корпусе в Ярославле. В 1908 году поступил в Киевское военное училище, из которого выпустился младшим офицером в 1910 году.
По собственноручной приписке к автобиографии Борисов пытался в ночь с 5 на 6 августа 1913 застрелиться, однако неудачно. Участвовал в Первой мировой войне. Был контужен, лечился в Одессе. Награждён Георгиевским оружием и орденом Святого Станислава III степени. Выздоравливая, писал стихи, рассказы, пьесы, которые выходили в одесских журналах «Одесский листок», «Театр и кино», «Южный Огонёк».
Во время гражданской войны две-три недели воевал в рядах белой армии, затем долгое время был красноармейцем. Служил в Одессе и Чугуеве, участвовал в крымском походе против Врангеля. Заболел тифом, был эвакуирован в Харьков.
В 1918 году от испанки умерла первая жена Борисова, Констанция-Целина, через неделю после родов дочери Лидии. В конце 1919 года Борисов женился во второй раз. В 1921 году родился сын Юрий.
После войны Борисов работал в редколлегии журнала и газет, Агитпропе ЦК КП(б)У. В 1923—1926 годах был сотрудником Всеукраинского фотокиноуправления (ВУФКУ).
В 1920 году вступил в ВКП(б), однако в 1925 году исключён из партии во время партийной чистки.
Организатор коллектива кинодраматургов «Кадр».
Арестован 17 марта 1937 года, обвинён в причастности к «контрреволюционной троцкистской организации среди эсперантистов» и 3 сентября расстрелян.
Писал на русском языке. Владел польским, французским, английским языком, изучал эсперанто. Член Союза эсперантистов советских республик.

## Творчество
Автор стихов, рассказов, пьес, либретто к операм, романов, киносценариев. Прозе Борисова присущий лёгкий, прозрачный, динамичный стиль и слова.
В 1927 году Борисов опубликовал под псевдонимом Корнелиус Крок в издательстве «Космос» книгу «Зелёные яблоки. Коллективный роман. Перевод с американского Н. Борисова». Роман представлял собой переплетённую смесь текстов 17 популярных иностранных писателей.
«Укразия» — единственный фильм, где писатель упоминается в титрах. Фильм снят по мотивам одноимённого романа. В 1929 году вышло продолжение «Укразии» — научно-фантастический роман «Четверги мистера Дройда».
Автор сценария короткометражного фантастического фильма «Генерал с того света» (вышел в киножурнале «Маховик» № 2, 1925) вместе с П. Чардынин, который был и режиссёром ленты. В фильме показывалось пробуждение генерала имперской армии в Советской России. Лента не сохранилась.
Вместе с Георгием Стабовым написал сценарий к короткометражному фильму «Вендетта» (1924) режиссёра Леся Курбаса. Также был сценаристом короткометражных лент «Аристократка» (1924), «Советское воздухе» (1925), «Герой матча» (1926). Все ленты выпущены ВУФКУ.

## Работы
- Роман «Слово за наганом»,
- Книга диалогов и рассказов «Собака его величества»,
- Повесть «Vive la commune»,
- Кинороман «Квинт»,
- Научно-фантастический роман и либретто «Гелиокар»,
- Либретто «Ференджы» (опера ставилась в Одесском оперном театре в 1931—1932 годах),
- Роман «Мёртвый барьер».